# Catocala fasciata
Catocala fasciata är en fjärilsart som beskrevs av W. Warren 1913. Catocala fasciata ingår i släktet Catocala och familjen nattflyn. Inga underarter finns listade i Catalogue of Life.